# 槐叶苹科
槐叶苹科（Salviniaceae）是槐叶苹目的一科，包含满江红属和槐叶苹属两个属，总共大约有20个种。其中满江红属原属于满江红科（Azollaceae），但后来发现其实应当和槐叶苹属属于同一科。
科名Salviniaceae为纪念意大利教授Antonia Maria Salvini（1633-1729）而命名。